# 香港雲起時
《香港雲起時》是1989年香港無綫電視拍攝的電視連續劇，全劇共5集，監製徐正康，主要演員有劉嘉玲、吳鎮宇、王書麒、梁佩瑚、楊美儀、劉兆銘、梁珊、駱應鈞、鮑方、黃新、梁葆貞、郭德信、羅國維、鄧英敏、麥天恩、劉兆璋等。由於本劇在片頭播放主題曲時出現多個與六四事件及其引申出的香港前途問題遊行的圖片和剪報，因此無法在中國大陸播放。
本劇編審鄧特希其後於1990至1991年間短暫效力亞視，再隨司徒錦源回巢TVB製作《壹號皇庭》。

## 故事大綱
王港生與好友鄧志成為地產集團的高級職員。王港生為人踏實，對香港前景有信心；鄧志成則急功近利，更公器私用，終被迫辭職。王港生與方麗兒本是情侶，因王港生與方兄有過節，加上兩人在六四事件後對去留意見不一，終感情破裂。方麗兒獨自到加拿大發展，王港生與工廠文員朱淑敏日久生情，未料……

## 演員表
- 駱應鈞
- 鮑　方
- 田永加
- 黃成想
- 曾耀明
- 梁建平
- 郭德信
- 吳鎮宇
- 羅國維
- 鄧英敏
- 潘文柏
- 黃思恩
- 劉兆璋
- 王書麒
- 楊美儀
- 梁佩瑚
- 劉兆銘
- 梁　珊
- 劉嘉玲
- 黃　新
- 梁葆貞
- 陳勉良
- 余慕蓮
- 曹　濟
- 石毅雲
- 艾　威
- 曾健明
- 曾慧雲
- 陳家碧
- 麥天恩
- 馬健聰
- 徐寶麟
- 歐陽莎菲
- 凌　漢
- 李耀敬
- 黃建峰
- 王偉樑
- 馮瑞珍
- 吳啟明
- 溫雙燕
- 鄧煜榮
- 凌禮文
- 魏麗芬
- 承　恩